# Янка Николова
Янка Иванова Николова е българска археоложка и медиевистка, доцент, заместник-декан на Историческия факултет във Великотърновския университет.

## Биография
Янка Николова е родена на 15 август 1922 г. в Караисен, Великотърновско. След завършване на висшето си образование специалност „История“ в Софийския университет „Св. Климент Охридски“ през 1952 г. постъпва на работа като уредник в Окръжен исторически музей – Велико Търново. До 1963 г. е негов директор.
Университетската ѝ кариера във Великотърновския университет започва с избирането ѝ за асистент по археология през 1963 г. Натрупаният административен опит като директор на Историческия музей помага на Янка Николова в работата ѝ като заместник декан на ИФ (1968 – 1972), заместник ректор (1968 – 1980), ръководител на Научноизследователския център на ВТУ и ръководител на катедра „Стара и средновековна история, археология и етнография“. Като дългогодишен университетски преподавател чете лекционни курсове по обща археология и археология на Второто българско царство. Паралелно с това ръководи и кръжока по археология.
Заемала е и многобройни други длъжности като член на различни комисии и редакционни колегии. Била е член на Бюрото и ръководител на секция в Българското историческо дружество, член на специализирания научен съвет по „Стара и средновековна история, археология и етнография“, на факултетни и академически съвети.
Още кандидатската ѝ дисертация от 1972 г., посветена на тема „Жилище и домашен бит в Търново през XII – XIV в.“, заедно с археологическите проучвания на градове и селища от ранното и късното средновековие очертават нейния траен интерес към средновековната археология. Характерни за изучаването и изследванията на историята на средновековната българска столица Търновград са обектите „Квартал в западното подножие на Момина крепост“, „Северен склон на Момина крепост“, „Болярско жилище на Царевец“, „Дворец на Царевец“, „Южна напречна крепостна стена на Царевец“, „Църква Св. Димитър“ и „Килифаревски манастир“, с посветените на тях книги и студии.